# Santibáñez de Vidriales
Santibáñez de Vidriales község Spanyolországban,  Zamora tartományban.  Lakosainak száma 844 fő (2024).

## Népesség
A település népessége az utóbbi években az alábbiak szerint változott:
| Lakosok száma | 1363 | 1287 | 1183 | 1198 | 1140 | 1067 | 998  | 958  | 889  | 844  |
|               | 2001 | 2004 | 2007 | 2009 | 2012 | 2014 | 2017 | 2019 | 2022 | 2024 |